# Jochen Schümann
Jochen Schümann, född den 8 juni 1954 i Berlin, är en tysk seglare.
Han tog OS-silver i soling i samband med de olympiska seglingstävlingarna 2000 i Sydney.